# Carnevale di Busseto
Il Carnevale di Busseto (detto anche Gran Carnevale della Risata o Carnevale Storico della Risata) è una manifestazione che dura 29 giorni: si apre la prima domenica di febbraio a Busseto e si chiude alla prima domenica di marzo. Attualmente( tra la fine degli anni ‘90 e l’inizio del 2000), il Carnevale di Busseto è gestito dall'associazione :”Amici della Cartapesta” che ha sede sia presso i capannoni dove vengono costruiti i carri, sia dalla stazione ferroviaria (e zona piazzale). 
Per le vie del paese e della provincia si festeggia il Carnevale con sfilate di carri allegorici (delle dimensioni di circa 15x6x9 metri).
Inoltre, sono ospitate per l'occasione diverse bande musicali della provincia e non solo. 
La preparazione dei carri figurati, che ha inizio nel mese di giugno, ha luogo in un capannone situato nella periferia (in zona Conad, dal periodo compreso tra gli anni ‘70 e la fine degli anni ‘90), chiamato "La Casa dei carristi".
I carri rappresentano in genere temi di attualità, e spesso sono raffigurati i protagonisti della politica.
Il Carnevale di Busseto è anche conosciuto come "Il Carnevale più musicale d'Italia”, proprio in onore di Giuseppe Verdi (più che altro) e degli altri autori della provincia di Parma .

## Storia
Il Carnevale di Busseto nasce nel 1879, e al 2018 conta 137 edizioni. Venne interrotto per alcuni anni a causa delle guerre.
Durante le prime edizioni del Carnevale di Busseto i carri erano trainati da buoi e da essi venivano buttati fiori, dolci e arance. I partecipanti alla manifestazione inoltre si esibivano con poesie e motivi cantati, e al migliore carro andava un premio in denaro.
Negli anni trenta, secondo la Gazzetta di Parma, al Carnevale di Busseto erano presenti trentamila spettatori.
Nel corso degli anni ci sono state delle modifiche come i corsi del giovedì e del martedì grasso sono stati tolti, nel 2012 (edizione sfortunata a causa del maltempo), sono stati effettuati solo 2 corsi sui 4 previsti, perciò durante una festa di Busseto, nel periodo estivo, per una sera, i carri ne hanno fatto parte. 
Dal 2019 al 2022 la manifestazione è saltata causa dei pochi volontari (perciò ci sarà una collaborazione con il carnevale di Pietrasanta e di Bologna nel 2021) e dal 2020 per l'emergenza Covid-19. 
La prossima edizione, la 138° esima, non è ancora stata confermata, da Ottobre 2019 (ed anni successivi) sembrerebbero che ci siano svolte per fare ripartire il Gran Carnevale di Busseto, situazione Covid-19 permettendo, anche se non sarà ancora possibile ad agosto 2023.
Da fine agosto 2022, è in corso il cambio della gestione della società del Gran Carnevale di Busseto.

## Albo d'oro delle vittorie dei gruppi
Non ci sono state sfilate dal 2019 al 2023, tra la fine del XX secolo e l'inizio del XXI secolo (mancanza volontari e altri motivi) e nel periodo delle guerre. 
2018: Roncole Verdi 
2017: I Provoloni 
2016: Roncole Verdi
2015: I Provoloni 
2014:
2013:
2012:
2011:
2010:
2009:
2008: I Provoloni
2007:
2006:
2005:
2004:
2003:
2002
2001:
2000: